# Atletismo nos Jogos Pan-Americanos de 1955 - Lançamento de disco feminino
A prova do lançamento de disco feminino nos Jogos Pan-Americanos de 1955 foi realizada na Cidade do México, México.

## Medalhistas
| Ouro                           | Prata                                 | Bronze                       |
| Ingeborg Pfüller ARG Argentina | Isabel Avellan de Neefe ARG Argentina | Alejandrina Herrera CUB Cuba |

## Resultados
| Posição           | Nome                    | Nacionalidade      | Marca | Notas |
| ----------------- | ----------------------- | ------------------ | ----- | ----- |
| Medalha de ouro   | Ingeborg Pfüller        | ARG Argentina      | 43.19 |       |
| Medalha de prata  | Isabel Avellan de Neefe | ARG Argentina      | 40.06 |       |
| Medalha de bronze | Alejandrina Herrera     | CUB Cuba           | 38.00 |       |
| 4                 | Lili Schluter           | MEX México         | 37.43 |       |
| 5                 | Jacqueline MacDonald    | CAN Canadá         | 37.33 |       |
| 6                 | Marjorie Larney         | USA Estados Unidos | 34.97 |       |
| 7                 | Marie Dupree            | CAN Canadá         | 34.37 |       |
| 8                 | Pam Kurrell             | USA Estados Unidos | 33.60 |       |